# No-pan kissa
No-pan kissa (jap. ノーパン喫茶) dosłownie oznacza kawiarnię bez majtek. Są to lokale, w których kelnerki w minispódniczkach nie noszą bielizny, a często cała podłoga lub jej część składa się z luster. W szczytowym okresie w Tokio działało prawie 200 kawiarni, a w Osace 100-140.

## Opis
Lokale zazwyczaj działają w ramach polityki „bez dotykowej”. Ponadto lokale nie wyglądają jak kluby erotyczne, ale zwykłe kawiarnie, z tą różnicą, że cena kawy jest wyższa.
Pierwsza kawiarnia została otwarta w Osace w 1980 roku. Początkowo wszystkie znajdowały się w odległych obszarach poza tradycyjnymi dzielnicami rozrywki. W tamtych latach wiele z nich zostało otwartych w wielu innych miejscach, takich jak główne stacje kolejowe.
W latach 80. (przypadł szczyt boomu tych lokali) wiele z nich miało kelnerki topless lub bez bielizny. Jednak liczba takich lokali zaczęła gwałtownie spadać. Ostatecznie takie kawiarnie ustąpiły miejsca modnym fasshon herusu i niewiele no-pan kissa, jeśli w ogóle, pozostało.

## Podobny rodzaj działalności
Oprócz no-pan kissa, były też no-pan shabu-shabu i no-pan karaoke.